# 垂標間距

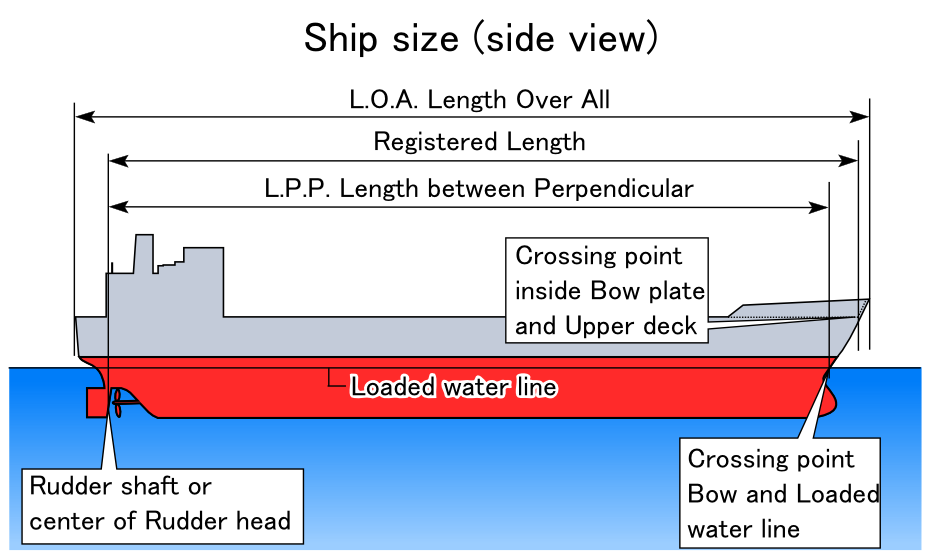
一張顯示船艦各種空間標記的側視圖。上方三條線分別標明船體的各種長度測量方法，由上而下分別為全長（L.O.A）、登記長度（Registered Length）與垂標間距（L.L.P）。

垂標間距（英語：Length between perpendiculars，常縮寫為p/p、p.p.、pp、LPP、LBP或Length BPP）是一艘船自艏垂標（Forward Perpendicular／F.P.，由艏柱與水線交點所繪的假想直線）至艉垂標（After Perpendicular／A.P.，由艉柱與水線交點所繪的假想直線）沿載重水線所測得的水平長度。當受測船體無艉柱時，則可以以舵桿軸心的中線為船尾標記以測量垂標間距。
在實務上，測量垂標間距可以得出一艘船的概略載重量，這是因為垂標間距在測量上排除了部份較小且用處不明顯的參數。在部份類型的船隻中，垂標間距是在實際操作上測量載重水線長度的主要依據。在裝有斜艏柱的船隻中，此距離自然會因吃水深度不同而隨之變更，因此垂標間距會以一預先定義的載重條件進行測量。

## 外部連結
- Perpendiculars and Length Between Perpendiculars（页面存档备份，存于）